# 에번 앤드 재런
에번 앤드 재런(Evan and Jaron)는 미국 조지아 출신의 2인조 쌍둥이 듀오이다.
세 개의 정규 음반을 발매하였으며, "Crazy For This Girl"이라는 이름의 싱글은 빌보드 차트에서 빌보드 핫 100 15위 등 가장 높은 차트 성적을 기록하였다.

## 멤버
에번 앤드 제런은 두 쌍둥이로 이루어진 듀오이다. 그들은 미국 조지아주 터커에서 1974년 3월 18일에 태어났다.
- 에반 로웬스틴 (Evan Mitchell Lowenstein)

악기-보컬, 기타 등
- 재런 로웬스틴 (Jaron David Lowenstein)

악기-보컬, 기타, 피아노 등
특이 사항-재런 앤 더 롱 로드 투 러브란 별칭으로 솔로 활동.

## 음반 목록

### 정규 음반
| We've Never Heard of You, Either          | - 발매일: 1998년 4월 21일 - 레이블: 아일랜드 레코드 - 포맷: CD, 카세트        | —   | — |
| Evan and Jaron                            | - 발매일: 2000년 9월 5일 - 레이블: 컬럼비아 레코드 - 포맷: CD, 카세트         | 156 | 4 |
| Half Dozen                                | - 발매일: 2004년 4월 13일 - 레이블: 12 Between Us - 포맷: CD, 디지털 다운로드 | —   | — |
| "—" 표시는 차트에 오르지 않았다는 뜻이다. |                                                                               |     |   |

### 라이브 음반
| 음반명                      | 상세 정보                                                               |
| --------------------------- | ----------------------------------------------------------------------- |
| Live at KaLo's Coffee House | - 발매일:1995년 6월 20일 - 레이블: Durable Phig Leaf - 포맷: CD, 카세트 |

### 싱글
| 2000                                      | "Crazy For This Girl"      | 15  | 9  | 4  | 27 | Evan and Jaron |
| 2001                                      | "From My Head to My Heart" | 124 | 35 | 28 | —  | Evan and Jaron |
| 2001                                      | "The Distance"             | 108 | 31 | —  | —  | Evan and Jaron |
| "—" 표시는 차트에 오르지 않았다는 뜻이다. |                            |     |    |    |    |                |